# Jílové (zámek)
Zámek Jílové leží uprostřed města Jílové v těsné blízkosti městského úřadu. V současné době je částečně veřejnosti přístupný a je ve vlastnictví města. Zámek je zapsán v Ústředním seznamu kulturních památek ČR.

## Historie
Na místě zámku stávala tvrz, kterou v roce 1370 nahradil vodní hrad. Ten byl pak v roce 1574 přestavěn na o dvě patra vyšší renesanční zámek. Původními majiteli byli pánové z rodu Bünau, kteří zámek ale museli po bitvě na Bílé hoře opustit a prodali jej Kryštofu Šimonovi z Thunu.
Dnešní podoba zámku pochází z druhé poloviny 17. století, kdy jej vlastnil hrabě František Zikmund Thun-Hohenstein (1639–1702), velkopřevor maltézského řádu v Čechách. V roce 1842 si nevyužívaný zámek pronajal Josef Münzberg a založil zde přádelnu vlny a výrobnu vlněných látek. Na okolních pozemcích časem vznikl park s jezírkem a glorietem, cestičkami, terasovitou zahradou se skalničkami i sportovními plochami.
V roce 1945 byl zámek značně poničen při náletech a po druhé světové válce konfiskován, následně byla velká část majetku zničena či rozprodána. K rekonstrukci zámku pak došlo až v novém tisíciletí. Opraveno bylo přízemí a první patro, obnoven byl park i sklepy.

## Současnost
V současnosti je zámek majetkem města a slouží k různým výstavám (kupříkladu o historii města, o historii těžby fluoritu či o historii původních majitelů, rodu Bünau). Součástí zámku je i knihovna.
| Rok  | Počet návštěvníků |
| ---- | ----------------- |
| 2015 | 169               |
| 2016 | 198               |
| 2017 | 223               |